# Пљувачне жлезде
Пљувачне жлезде (лат. glandulae salivatores s. oris) део су дигестивног тракта, који је придодат усној дупљи. У њу жлезде изливају продукт своје секреције и тако учествују у хемијској преради хране. Према типу ћелија од којих су изграђене и врсти пљувачне секреције, деле се на: серозне, мукозне и мешовите. С обзиром на димензије и положај, пљувачне жлезде су подељене у две основне групе: мале и велике жлезде.
Жлезде усне дупље су ектодермалног порекла, а настају инвагинацијом пупољака епитела примитивне усне дупље (стомодеум) у мезенхим. Мале пљувачне жлезде изван усне дупље су ендодермалног порекла.

## Мале
Ове многобројне мукозне и мешовите жлезде су смештене у подслузокожном слоју зидова усне дупље и ждрела, са изузетком десни и тврдог непца. Деле се на:
- уснене,
- образне,
- кутњачке,
- непчане,
- језичне жлезде (лат. glandule linguales), задње које леже испод слузокоже корена језика и опшанчаних папила, бочне које леже испод одговарајуће ивице језика (листастих папила), и
- предњу језичну жлезду (лат. glandula lingualis anterior) која је највећа од језичних жлезда. Парна жлезда која има облик издуженог јајета.

Мале пљувачне жлезде луче пљувачку континуирано и имају кратке и једноставне изводне канале. Има их око 700—1000 и њихова улога се састоји углавном у влажењу слузнице.

## Велике
Велике жлезде су издвојене као посебни органи и смештене су изван усне дупље у посебним везивно-ткивним ложама. Овде се убрајају три парне жлезде:
- подјезична (лат. glandula sublingualis),
- подвилична (лат. glandula submandibularis), и
- доушна или паротидна жлезда (лат. glandula parotis).

Велике пљувачне жлезде су се током ембрионалног развоја сместиле изван зидова дигестивног тракта, али су са њим остале повезане преко својих изводних канала. За разлику од малих жлезда, оне луче пљувачку само под дејством вегетативног нервног система који се може надражити физичким, хемијским и разним другим стимулусима. При томе, паротидне жлезде луче серозан, подвиличне мешовит (серо-мукозан) и подјезичне мукозан дигестивни сок. Захваљујући свом хемијском саставу (присуству ензима и других активних супстанци) овај секрет учествује у хемијској обради хране.

## Грађа
У свакој пљувачној жлезди се разликују паренхим и везивно-васкуларна строма. Жлездани паренхим чине тубулуси, ацинуси и систем одводних канала.

### Ацинуси
Ацинуси су лоптасте формације (пречника 20-30 μm) изграђене од секретних и миоепителних ћелија које леже на базалној површини (базалној ламини). Они се деле на серозне, мукозне и мешовите.
Серозни ацинуси се састоје од високоцилиндричних или пирамидалних ћелија (сероцита) са веома уским луменом (5 μm). Цитоплазма ових ћелија је ацидофилна, имају округло једро које се налази у базалном или средњем делу ћелије, а од осталих органела се уочавају гранулирани ендоплазматски ретикулум, митохондрије, рибозоми, Голџијев апарат и бројне секретне грануле. Оне стварају водњикав секрет богат ензимима (амилаза, птијалин и пероксидаза). Између ћелија налазе се интерцелуларни каналићи, који их повезују.
Мукозни ацинуси имају шири лумен и изграђени су од мукоцита. То су нешто ниже ћелије цилиндричног или коцкастог облика, које су распоређене у облику тубула. Код њих је једро елипсасто и потиснуто је ка базалном полу ћелије, где се налази и већи део осталих органела. Већи део цитоплазме (а посебно њен апикални део) је испуњен мукозним секретним гранулама. Оне продукују секрет (муцин), који се процесом егзоцитозе излучује у цитоплазму. Ту се муцин везује са водом и претвара у густ вискозан гел (мукус). Поменути секрет се депонује у ћелији и под дејством нервног или хормоналог надражаја се излучује.
Серо-мукозни ацинуси су изграђени од мукоцита, око којих се налазе сероцити у виду тзв. Ђануцијевог или Ебнеровог полумесеца.
Базална ламина жлезданих ћелија обухвата дисконтинуирани слој миоепителних ћелија, које својом контракцијом поспешују отицање секрета.
Код великих пљувачних жлезда, појединачни жлездани делови се удружују и граде режњеве (лобусе), између којих се налази интерлобуларно везивно ткиво које садржи крвне и лимфне судове, живце и одводне канале.

### Одводни канали
На секретне делове пљувачних жлезда се настављају прелазне цеви (лат. ductus intercalatus). Њихов зид је веома танак и изграђен је од једнослојног коцкастог или плочастог епитела који належе на базалну ламину. Испод ње се налази мала количина везивног ткива. Иначе ове цеви су више карактеристичне за серозне жлезде, док су код мукозних оне сведене на минимум.
Неколико прелазних цеви се спаја и образује секретне или пругасте цеви (лат. ductus striatus). Оне су двоструко шире од претходних и њихов зид је изграђен од коцкастог или цилиндричног епитела и базалне мембране. Испруганост ових цеви потиче од уврата базалног дела ћелијске мембране (плазмалеме) која се увлачи између палисадно распоређених митохондрија. Пругасти канали врше апсорпцију натријума и секрецију калијума, односно учествују у промени јонског састава примарног секрета.
У интерлобуларном везиву настају прави одводни канали (лат. ductus excretorius s. interlobularis) који спроводе пљувачку у усну дупљу. Њихов епител је у почетку једнослојан високоцилиндричан, затим прелази у дворедан и на крају постаје плочасто слојевит епител без орожавања. Испод епитела се налази базална ламина, на коју налаже везивно ткиво.
Код малих жлезда паренхим и изводни канали се налазе у слузници или нешто испод ње, а строма је сачињена од растреситог везивног ткива. Велике пљувачне жлезде представљају самосталне органе обавијене капсулом од густог везива. Од ње се одвајају преграде, које деле жлезду на режњиће. У оквиру сваког режња разликују се паренхим (кога граде секретни тубулуси и ацинуси) и везивно-васкуларна строма (изграђена од растреситог везива). У строми и преградама се налазе изводни канали, крвни судови и живци.

## Инервација
Након раздражења рецептора у усној дупљи (укључујући и густативне рецепторе на језику), информације се преносе преко сензитивних влакана у склопу , ,  и  кранијалног живца у центар за лучење пљувачке. Он је смештен у продуженој мождини (лат. m. oblongata) и одатле, након пријема и обраде информација, полазе повратни сигнали према пљувачним жлездама у склопу еферентних влакана. У инервацији жлезда учествују симпатикус и парасимпатикус, који формирају бројне нервне сплетове.
Парасимпатикусна влакна за подвиличну и подјезичну жлезду полазе из горњег саливаторног једра у продуженој мождини, док из доњег једра потичу влакна за паротидну жлезду. Ово су преганглијска влакна која одлазе до одговарајућег ганглиона (лат. ggl. submandibulare et ggl. oticum) где се прекидају. Из ганглиона излазе кратка постганглијска влакна која одлазе до одговарајуће жлезде.
Симпатикусна влакна полазе из грудног симпатикуса, прекидају се у горњем вратном ганглиону, и одатле се настављају постганглијска влакна која прате крвне судове и завршавају се у жлезди и околним ткивима.
Оба ова дела вегетативног нервног система учествују у лучењу пљувачке, али је пресудан утицај парасимпатикуса. Раздражењем симпатикуса настаје пролазно лучење пљувачке богате протеинима, које убрзо престаје. Дражењем парасимпатикуса настаје константно лучење пљувачке (посебно из подвиличне жлезде), која је разређена и садржи мало органског садржаја. У контроли лучења учествује кора великог мозга, па су тако познати бројни условни рефлекси за лучење пљувачке.

## Васкуларизација
Пљувачне жлезде су добро прокрвљене. Велики крвни судови прате одводне канале и гранају се у интерлобуларном ткиву. Мање гране затим улазе у режњеве и формирају густу капиларну мрежу. У периоду мировања кроз жлезду сваког минута протекне 20-40 ml крви на 100 g жлезданог ткива. У време активности прокрвљеност расте и до пет пута.

## Подјезична
Подјезична жлезда (лат. glandula sublingualis) је најмања од три велике пљувачне жлезде и спада у категорију мешовитих (претежно мукозних) саливаторних жлезда. Она има облик спљоштене маслине и смештена је испод слузокоже подјезичног предела. Секретне цеви су јој изразито кратке, а прелазних готово и да нема. Изводни канали су представљени са једним главним и 12-15 малих подјезичних канала. Стога је подјезична жлезда типичан представник сложене жлезде.

## Подвилична
Подвилична жлезда (лат. glandula submandibularis) је такође парна мешовита пљувачна жлезда (претежно серозна). Има неправилан облик, који се може упоредити са тространом призмом, и она скоро у целости испуњава коштано-мишићно-опнасту ложу испод доње вилице. Систем одводних канала подвиличне жлезде је добро развијен, а прелазне цеви су јој незнатно краће у поређењу са паротидном жлездом. Главни изводни канал се назива подвилични или Вартонов канал и он полази из средине унутрашње стране жлезде. Дуг је 4-5 cm и завршава се на поду усне дупље, у коју се отвара заједно са каналом претходне жлезде.

## Доушна
Доушна или паротидна жлезда (лат. glandula parotis) је серозна и највећа пљувачна жлезда. Она готово да испуњава паротидну ложу, која се налази испод спољашњег ушног канала, иза мандибуле а испред мастоидног наставка слепоочне кости. Стога она има облик као и сама ложа, који подсећа на усправну тространу призму.
Паротидна жлезда се састоји из два дела (режња): површинског и дубоког. Они су спојени танком траком жлезданог ткива, које се назива сужење (лат. isthmus). Жлездани делови у режњевима су густо збијени, па је интерлобуларно ткиво слабо развијено. Између два дела жлезде налази се слој масног ткива, кроз који пролази фацијални живац на свом путу из горњих партија нервног система.
Сви елементи одводног система жлезде су добро развијени. Главни изводни канал се зове паротидни или Стенонов канал и дуг је 4,5—5 cm, а настаје у унутрашњости ткива спајањем два мања канала. Он се отвара у усну дупљу у висини другог горњег кутњака.

## Пљувачка
Пљувачка (лат. saliva) представља производ секреције свих набројаних жлезда. Она има бројне значајне улоге, а представља сложену мешавину воде, јона, ензима, гликопротеина, протеогликана, имуноглобулина, бактерицидних и других супстанци.

### Састав
Утврђено је да састав пљувачке варира у односу на доба дана, врсту хране (односно надражаја) и количину излученог сока. У њен састав улазе:
- вода (98—99%)
- електролити
  - натријум 2—21 mmol/l
  - калијум 10—36 mmol/l
  - калцијум 1,2—2,8 mmol/l
  - магнезијум 0,08—0,5 mmol/l
  - хлориди 5—40 mmol/l
  - бикарбонати 25 mmol/l
  - фосфати 1,4—39
- мукус (састављен од мукополисахарида и гликопротеина)
- антибактеријске супстанце (тиоцианат, водоник-пероксид, имуноглобулин А)
- ензими (активне материје):
  - птијалин (α-амилаза) који разлаже скроб и гликоген преко низа интермедијарних продуката (декстрина) до простијих шећера (малтоза, малтотриоза и α-гранични декстрини). Он најбоље делује у неутралној или слабокиселој средини, каква влада у устима. Међутим, пошто се храна кратко задржава у усној дупљи, он наставља да делује и у лумену желуца све док не буде неутралисан киселим желудачним соком.
  - језична липаза која делује на масти (триглицериде кратких и средње дугих ланаца). Према неким ауторима њој се приписује 30% укупне хидролизе (разлагања) масти у дигестивном тракту. Луче је Ебнерове жлезде смештене на језику.
  - протеазе, пептидазе и малтазе у малим количинама
- ћелије
- опиорфин, новооткривени аналгетик пронађен у пљувачки

### Улоге
Осим ензимске активности пљувачка има и друге значајне физиолошке улоге:
- одржавање влажности, подмазивање и физиолошко чишћење усне дупље,
- квашење и растварање хране,
- формирање залогаја,
- олакшавање фонације и покрета језика,
- бактериостатско и бактерицидно деловање,
- превенција каријеса зуба
- екскреторна функција (излучивање јода, алкалоида, вируса, супстанци из крви) и др.

Пљувачка игра значајну улогу у одржавању физиолошког стања усне шупљине — почетног дела дигестивног тракта. Заштитни ефекат на слузницу се остварује захваљујући присуству гликопротеина и мукоидних продуката које луче велике и мале пљувачне жлезде. Они штите слузницу од потенцијално канцерогених чинилаца као што су пушење и разна хемијска средства, а спречавају и сушење усне дупље током дисања на уста. Осим тога, пљувачка садржи бројне компоненте које посебно или у комбинацији играју улогу баријере против инвазије бактерија, вируса и других патогених микроорганизама. Променом количине и састава пљувачке стварају се услови за развој различитих облика инфекције усне шупљине, жлезда, ждрела и целокупног организма.

### Лучење
У нормалним условима се у сваком тренутку (осим током спавања) лучи око 0,5 ml/min пљувачке. Ово даје дневну количину од 800-1500 ml излученог сока. На лучење пре свега делују парасимпатичка нервна влакна која полазе из саливаторног једра. Осим тога, разне чулне сензације (поготово кисела храна) могу да изазову обилно лучење пљувачке. На ове центре могу утицати импулси из виших хијерархијских структура нервног система. Још један битан фактор који утиче на лучење је проток крви у жлездама потребан за адекватну нутрицију и секрецију.
Током осам сати сна излучи се свега око 10 ml пљувачке. Од дневно излучене количине око 23% потиче од паротидних, 65% од подвиличних, 4% од подјезичних и око 8% од свих малих пљувачних жлезда.
Појачано лучење среће се код Паркинсонове болести, у трудноћи и код тровања живом.

## Аномалије
Урођене и развојне аномалије пљувачних жлезда или њихових делова су веома ретке. Могу се наћи код појединачних или код више жлезда, и могу бити једностране или обостране. Најчешће су комбиноване са другим аномалијама лица и вилица.
Одсуство (агенеза) и хипоплазија жлезда се среће код хемиатрофија лица и других конгениталних малформација. За доушну жлезду је карактеристична појава акцесорних (допунских) жлезда, које се означавају као glandula parotis accessoria. Хиперплазија се среће код бочних језичних жлезда, а може се видети и на подјезичним.
Атрезије изводних канала се могу наћи код подвиличних и подјезичних жлезда, а као последица ове аномалије настају препреке у отицању пљувачке и може да се јави циста.
Дистопија представља ненормалан положај жлезде, која има уобичајену морфологију. Најчешће се ова појава среће код паротидне жлезде која је локализована на предњој ивици масетеричног мишића.
Аберантне (хетеротопне) жлезде не поседују изводне канале и могу се наћи на врату, у ждрелу, средњем увету, хипофизи итд. У њима могу настати фистуле, запаљења и понекад тумори.

## Болести
Промене у количини и саставу пљувачке годинама се проучавају у циљу постављања дијагнозе код систематских обољења и обољења пљувачних жлезда. Изоловано проучавање пљувачке појединих жлезда, а нарочито паротидне, може указати на патологију, не само жлезде, већ и оралне шупљине или на систематско обољење читавог организма.

### Заушке
Једно од најопаснијих обољења везаних за пљувачне жлезде јесте епидемијски паротитис или заушке. То је инфективно, акутно, заразно и генерализовано обољење које се карактерише отоком паротидних мада могу бити захваћене и остале серомукозне жлезде. Узрочник је вирус Мумпс, који се преноси капљичним путем или у директном контакту са оболелом особом. Инкубација траје 18 дана, а први симптоми болести су дрхтавица, малаксалост, главобоља, повишена температура и сл. Касније се јавља интензиван бол у подручју доње вилице и оток паротидне жлезде и околног ткива. Као компликација заушки, могу да се јаве и упале других структура (тестиса, јајника, коре великог мозга и панкреаса). Дијагноза се поставља на основу епидемиолошких података, клиничке слике и серолошких испитивања. Крвна слика указује на вирусну инфекцију, повишене су амилазе у серуму и урину, а могућа је и изолација вируса на примарним ћелијским културама. Лечење је углавном симптоматско. Као вид превенције ове болести користи се тзв. MMR комбинована вакцина, која делује против малих богиња, заушки и рубеоле. Даје се обично деци у узрасту од 11. до 14. месеца живота.

### Сијалолитијаза
Ово обољење се карактерише стварањем каменца у жлездама, а може настати самостално или у комбинацији са хроничним сијалоаденитисом (што је чешћа појава). Каменац настаје таложењем органских и неорганских соли, који су саставни део пљувачке, а према локализацији се дели на интраканаликуларни (у изводним каналима) и интрапаренхимални (у паренхиму жлезде). Најчешће се јавља код субмандибуларне жлезде (83% случајева), а узрок лежи у мукозном (густом) саставу њеног секрета и хоризонталној локализацији изводних канала.
Први симптоми болести су враћање пљувачке (енгл. backflow) и проширење жлезданих структура, која се у почетку спонтано повлачи. Касније, са увећањем каменца, јавља се потпуно затварање изводних канала и још већи оток који захвата и околне структуре. Настаје црвенило, бол, цурење гноја и сл. У зависности од тежине конкретног случаја, у терапији се користе антибиотици, ласерско разбијање каменца и хируршка интервенција (сијалолитектомија).

### Сијалоденоза
Сијалоденоза представља болест паренхима пљувачних жлезда, која настаје као последица поремећаја метаболизма и секреције саме жлезде. Увек је повезана са другим обољењима организма. Према етиологији, сијалоденозе се деле на: ендокрине, дистрофичке, неурогене и медикаментозне.
Код око 50% пацијената се не може утврдити узрок болести, а она се чешће јавља код жена него код мушкараца. Симптоми су оток жлезде и потпуни престанак лучења секрета (асијалија).

### Цисте
Цисте чине око 6% свих обољења пљувачних жлезда и Зајферт и Штајнбах су их 1992. године поделили у четири групе: мукокеле, дуктогене, лимфоепителне и дисгенетске цисте.
Мукокеле су најучесталије (77% случајева) и деле се на: екстравазационе и ретенционе. То су лоптасте формације пречника 1-1,5 cm, испуњене слузавим садржајем, плавичасте су боје и нису болне на додир. Често се из њих цеди течност. Лечење се обавља хируршким путем.

### Цитомегалија
Цитомегалија се јавља код превремено рођене деце и одојчади, а изазива је цитомегаловирус. Болест се карактерише промена на жлездама, анемијом, иктерусом, церебралним и другим променама. Открива се хистопатолошким прегледом, а лечење је симптоматско.

### Шегренов синдром
Овде је у питању врста аутоимуног обољења, а први га је описао шведски офталмолог Шегрен (Henrik Sjögren) 1933. године. Он се углавном јавља код жена у средњем и старијем животном добу, а разлику се два облика овог синдрома: примарни и секундарни.
Примарни Шегренов синдром карактерише смањена секреција сузних, пљувачних и других егзокриних жлезда. Као последица се јавља сувоћа слузокоже, повећана инциденца каријеса и оток паротидних жлезда. Оток може бити интермитентан или перманентан.
Код секундарног синдрома се, поред промена на жлездама, јављају и симптоми реуматоидног артритиса и других болести које погађају везивна ткива.

### Херфортов синдром
Ову болест је први описао дански лекар Херфорт (дан. Heerfordt) 1909. године, а карактерише се грозницом, отоком доушних жлезда и упалом хориоидног плексуса. Такође се понекад јављају и промене на кожи (црвенило), неуролошки симптоми и оток лимфних жлезда.

### Тумори
Тумори пљувачних жлезда чине око 3% свих тумора главе и врата, и најчешће се јављају код доушних жлезда (80%). Могу бити бенигни и малигни, а углавном се јављају у четвртој и петој деценији живота.
Бенигни тумори су асимптоматски, безболни, јасно ограничени и расту веома споро. Малигни су опаснији и чешће се јављају код малих жлезда. Расту брзо, могу често да изазову бол и парализу фацијалног живца.
Од свих врста тумора овде су најприсутнији, аденоми (плеоморфни и Вартинов тумор), карциноми (мукоепидермоидни, цистични аденоидни, аденокарцином, планоцелуларни) и мезенхимни тумори. У њиховој терапији се поред хирургије, користи радиотерапија и хемиотерапија.

### Дијагностика
У дијагностици обољења користи се анамнеза, клинички преглед и разни помоћни дијагностички поступци:
- рендген (нативни снимци, сијалографија)
- сцинтиграфија
- ултразвук (ехографија)
- компјутеризована томографија
- нуклеарна магнетна резонанца
- хистолошки прегледи (класична и аспирациона биопсија)
- преглед пљувачке (сијалометрија и сијалохемија)[3]